# Герб Нерюнгринского района
Герб муниципального образования «Нерюнгринский район» Республики Саха (Якутия) Российской Федерации.
Герб утверждён решением Муниципального Совета Нерюнгринского района № 5-13 от 10 ноября 2004 года.
Герб внесён в Государственный геральдический регистр Российской Федерации под регистрационным номером № 1699.

## Описание герба
«В лазоревом (синем, голубом) поле три выходящих золотых коновязи в виде резных столбов, из которых средний — выше, водружённых деревянными кубками — чоронами, сопровождаемые вверху и по сторонам пятью золотыми рыбами (хариусами), уложенными в кольцо по ходу солнца и обрамлёнными сверху семью серебряными якутскими алмазами (фигурами в виде поставленных на угол квадратов, каждый из которых расторгнут на шесть частей: накрест и наподобие двух сходящихся по сторонам стропил)».

## Описание символики герба
Герб Нерюнгринского района един и многозначен: все фигуры герба аллегорически отражают географические, исторические, социально-экономические, культурные, национальные особенности района.
Название город получил по реке Нерюнгри, что в переводе с эвенкийского означает «хариусная», «тысяча хариусов», «много рыбы», что в гербе показано золотыми рыбами — уложенными в кольцо по ходу солнца. Символика рыб неотделима от символики воды и означает всеобщее обновление природы.
Древнейшие сведения о территории учёные почерпнули на основании археологических находок на открытой ими стоянке древних людей — возраст остатков поселений неолитических племён насчитывает порядка трёх тысяч лет. Коренные жители Южной Якутии издревле занимались оленеводством, коневодством, скотоводством, — это в композиции герба аллегорически показано коновязями — «сэргэ».
Коновязь (столб) — символ надёжности, постоянства.
Золото символизирует богатство, справедливость, уважение, великодушие.
Синее поле герба аллегорически показывает красоту природы, а также символизирует честь, славу, преданность, истину, красоту, добродетели.
Алмазы в особой стилизации, аналогичной их стилизации в Государственном гербе Республики Саха (Якутия), обозначают административно-территориальную принадлежность муниципального образования к Республике Саха (Якутия).
Таким образом, герб Нерюнгринского района является «гласным», что в геральдике считается одним из классических приёмов разработки герба.

## История герба

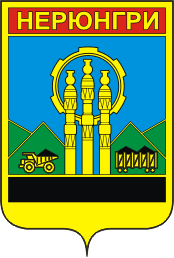
Герб Нерюнгри (1984)

29 октября 2003 года VII-я сессия депутатов Нерюнгринского муниципального Совета утвердила первый вариант герба муниципального образования «Нерюнгринский район».
Герб был создан на основе эмблемы города Нерюнгри, которая была утверждена 17 июля 1985 года решением исполкома Нерюнгринского горсовета народных депутатов ЯАССР.
Эмблема имела следующее описание: «Варяжский щит, на нем три стилизованных сэргэ — символ якутского гостеприимства, объединённых шестерней — символом развивающейся промышленности; далее на фоне голубого неба и зелёных сопок изображение большегрузного самосвала и железнодорожного вагона, наполненных нерюнгринским углем; внизу щита символ мощного угольного пласта, являющегося основой возникновения и развития города Нерюнгри».
Ныне действующий герб Нерюнгринского улуса, после доработки был утверждён 10 ноября 2004 года.
Герб создан при содействии Союза геральдистов России.
Авторы герба: Нефедьев Сергей, Старцев Василий Васильевич, Макарьев Игорь Николаевич (г. Нерюнгри); доработка — Мочёнов Константин Фёдорович (г. Химки); компьютерный дизайн — Сергей Исаев (Москва).

## Критика герба
Ныне существующий герб Нерюнгринского района в 2004 году вызвал критику и практически открытый протест местного населения, но решения о его изменении принято не было.